# Corbu (Harghita)
Corbu é uma comuna romena localizada no distrito de Harghita, na região histórica da Transilvânia. A comuna possui uma área de 170.49 km² e sua população era de 1571 habitantes segundo o censo de 2007.